# Sispre
Sispre - Società Italiana per lo Studio della Propulsione a Reazione S.r.l., era una azienda italiana che operava nel settore missilistico.

## Storia
Sispre venne fondata il 2 dicembre 1953 con partecipazione paritetica da FIAT e Finmeccanica (gruppo IRI) con il nome come Cespre - Centro Studi della Propulsione a Reazione S.r.l. e l'intento di studiare e progettare apparecchiature con propulsione a reazione. Si sviluppò grazie alle commesse affidategli dall'Aeronautica Militare Italiana nel 1953 e 1956 per la realizzazione di un razzo aria-aria, il C-7, il primo di intera produzione italiana. Nel 1960 realizzò poi il razzo a propellente solido C-41 (con un contratto da 14 milioni di lire), utilizzato per ricerche meteorologiche, che effettuò il lancio inaugurale nel 1961 raggiungendo una quota di 30 chilometri. Nel 1961 Sispre (nuova denominazione di Cespre dal 1956) confluì, insieme a Bombrini Parodi Delfino, nella Società Generale Missilistica Italiana.